# Glyptopetalum geloniifolium
Glyptopetalum geloniifolium är en benvedsväxtart som först beskrevs av Chun och How, och fick sitt nu gällande namn av C. Y. Cheng, C. Y. Cheng och P. H. Huang. Glyptopetalum geloniifolium ingår i släktet Glyptopetalum och familjen Celastraceae. Inga underarter finns listade.